# Araneus origenus
Araneus origenus är en spindelart som först beskrevs av Tord Tamerlan Teodor Thorell 1890.  Araneus origenus ingår i släktet Araneus och familjen hjulspindlar. Inga underarter finns listade i Catalogue of Life.